# Francisco Martínez Soria
Francisco Martínez Soria   (Tarassona, 18 de desembre de 1902 - Madrid, 26 de febrer de 1982), conegut popularment com a Paco Martínez Soria, fou un actor i empresari de teatre i estrella del cinema espanyol.

## Biografia
Martínez Soria va néixer al poble de Tarassona (província de Saragossa, a 5 km de la frontera de Navarra i a 10 km de la frontera de Sòria). Neix dins una família humil, on el seu pare era policia. Quan era molt petit, la família es traslladà a viure a Barcelona, on començarà a estudiar a l'escola Pare Claret i posteriorment es posà a treballar com a comercial i dependent de comerç en una botiga de maquinària, Faust y Kammann, a la Ronda Sant Antoni. Aficionat al teatre, començà a relacionar-se amb grups de teatre per a aficionats al barri de Gràcia (Barcelona). Va començar fent d’apuntador al grup d’aficionats de teatre de l'Artesà de Gràcia.
El 24 d'octubre de 1929 es casà a la parròquia de Sant Joan Baptista, a la plaça de la Virreina amb la germana d'un company de teatre, Consuelo Ramos Sánchez. Tingué quatre fills: Consuelo, Natividad, Eugenia i Francesc.
En 1934 col·laborà com a extra en la comèdia Sereno…y tormenta del director Ignacio F. Iquino. Aviat començaria una bona relació amb Iquino amb qui farà moltes pel·lícules en el futur. Al començament de la Guerra Civil Espanyola, deixà el treball per centrar-se al teatre i començà a treballar com a actor professional. En 1938 debutà en el Teatre Fontalba amb la companyia teatral de Rafael López Somoza i amb un paper de l'obra Antonio pasó el infierno. Aquell mateix any tindria el seu primer paper de protagonista en un migmetratge còmic titulat Paquete, el fotógrafo público número uno.
En 1940 fundà la seva pròpia companyia. El 1944 és nomenat director i primer actor de la companyia de comèdia principal del Teatro de la Zarzuela de Madrid. Durant la dècada dels anys 40 treballà també al Teatre Urquinaona. El 1950 al costat del cineasta reusenc Ignacio Ferrés Iquino, comprà el Teatre Talia, també a Barcelona, per al cap de poc temps ser-ne el seu únic propietari. En aquest teatre actuà fins a la seva mort el 1982. A la dècada de 1950, tornaria a fer cinema i a la dècada dels 60 treballà dirigit pel director Pedro Lazaga. Amb un film de Lazaga aconseguiria èxit amb el llargmetratge La ciudad no es para mí. Des de llavors la figura de personatge de poble aniria unit a la seva persona fins a la seva mort, convertit en una estrella del cinema espanyol.
Morí al seu apartament a Madrid a causa d'una angina de pit el 26 de febrer de 1982, abans d'anar a treballar al teatre. Dos dies després fou enterrat al cementiri de Cabrera de Mar, al Maresme.
El teatre de Belles Arts de Tarazona, el seu poble natal, duu el seu nom: Museo Paco Martinez Soria. En honor seu, el Teatre Talia es va anomenar Teatro Martínez Soria fins al seu tancament final el 1987

## Filmografia
- Sereno... y tormenta (1934) Director:Ignaci F. Iquino.
- Al margen de la ley (1935) Director:Ignaci F. Iquino
- Error judicial (1935) Director: Joan Faidellá.
- Diego corrientes (1936) Director: Ignaci F. Iquino
- Paquete... el fotógrafo público número uno (1938) Director:Ignaci F. Iquino
- Alma de Dios (1938) Director: Ignaci F. Iquino
- El difunto es un vivo (1941) Director: Ignaci F. Iquino
- Boda accidentada (1942) Director:Ignaci F. Iquino
- Deliciosamente tontos (1943) Director:Juan de Orduña
- El hombre de los muñecos (1943) Director:Ignaci F. Iquino
- Piruetas juveniles (1943) Director: Giancarlo Capelli
- Un enredo de familia (1943) Director: Ignaci F. Iquino
- Viviendo al revés (1943) Director: Ignaci F. Iquino
- Almas en peligro (1951) Director: Ignaci F. Iquino
- La danza del corazón (1951) Director: Ignaci F. Iquino
- Fantasía española (1951) Director: Xavier Setó.
- La montaña sin ley (1953) Director: Ignaci F. Iquino
- El difunto es un vivo (1956) Director: Joan Lladó
- Veraneo en España (1956) Director: Miquel Iglesias.
- Su desconsolada esposa (1957) Director: Miquel Iglesias
- Sendas marcadas (1959) Director: Joan Bosch
- La ciudad no es para mí (1965) Director: Pedro Lazaga
- ¿Qué hacemos con los hijos? (1967) Director: Pedro Lazaga
- El turismo es un gran invento (1968) Director: Pedro Lazaga
- Se armó el belén (1969) Director: José Luis Sáenz de Heredia.
- Abuelo Made in Spain (1969) Director: Pedro Lazaga
- Don erre que erre (1969) Director: José Luis Sáenz de Heredia
- Hay que educar a papá (1971) Director: Pedro Lazaga
- El padre de la criatura (1972) Director: Pedro Lazaga
- El abuelo tiene un plan (1973) Director: Pedro Lazaga
- El calzonazos (1974) Director: Mariano Ozores.
- El alegre divorciado (1975) Director: Pedro Lazaga
- Estoy hecho un chaval (1976) Director: Pedro Lazaga
- Vaya par de gemelos (1978) Director: Pedro Lazaga
- Es peligroso casarse a los 60 (1980) Director: Mariano Ozores
- La tía de Carlos (1981) Director: Lluis María Delgado.

## Discografia
- 1963. El tartaja, Agustín Valverde. 95.0.011 C. Vergara, Barcelona.
- 1964. Soy de Gerona, El profesor distraído. 184-HC. Vergara, Barcelona.
- 1965. El taxista Cayetano, ¡Si no fuera por la tos!. 321-HC. Discos Vergara, Barcelona.
- 1967. Me pasan unas cosas..., de l'obra La tía de Carlos. Vergara, Barcelona.
- 1967. La ciudad no es para mi.
- 1968. La venida del Mesías, Carta a un médico. 19.001-C. Vergara, Barcelona.
- 196?. Los muchos motivos, Reclmando una deuda. 19.002-C. Vergara, Barcelona.
- 1969. De profesión soltero, monòlegs inspirats en l'obra homònima de L. Tejedor i J. Alfayate. 19.0003-C. Vergara, Barcelona.
- 1970. ¡Todo sea por los hijos!, monòleg basat en la comèdia La educación de los padres, original de F. Martínez Soria, F. Prada i D. Ramos. 19.004-C. Ariola, Vergara, Barcelona.
- 19??. El gran tacaño.